# Aspitha
Aspitha is een geslacht van vlinders van de familie dikkopjes (Hesperiidae), uit de onderfamilie Pyrrhopyginae.

## Soorten
- A. agenoria (Hewitson, 1876)
- A. aspitha (Hewitson, 1866)
- A. bassleri (Bell, 1940)
- A. leander (Boullet, 1912)
- A. teffa Evans, 1951